# BBC Alba
BBC Alba ist ein schottisch-gälischer digitaler Fernsehkanal, den die BBC und MG Alba gemeinsam besitzen. Der Fernsehkanal wurde am 19. September 2008 ins Leben gerufen und ist 7 Stunden pro Tag  auf Sendung. Der Begriff Alba bedeutet auf (Schottisch-)Gälisch „Schottland“. Dieser Fernsehkanal ist einzigartig, da er unter einer Partnerschaftslizenz der BBC ausgestrahlt wird und dessen Programme gänzlich aus Schottland stammen und fast alle dort produziert werden. Der Fernsehkanal kann in Schottland frei und im übrigen Großbritannien auf Sky, Freesat, Virgin Media, BBC iPlayer sowie TVPlayer empfangen werden. BBC Alba hat eine durchschnittliche Einschaltquote wöchentlich von 637000 Personen über 16 Jahre in Schottland. BBC Alba hatte 4,1 Millionen Zuschauer auf BBC iPlayer zwischen 2012–2013.

## Entstehungsgeschichte
Im Jahre 2007 begann der BBC Trust Gespräche für einen gälischsprachigen digitalen Service in Zusammenarbeit mit dem Gälischen Medien Service (englisch: Gaelic Media Service). Im November desselben Jahres stimmte der Audience Council Scotland zu, dass er eine solche Dienstleistung unterstützen würden. Der BBC Trust sollte dafür sorgen, dass das digitale terrestrische Fernsehen und die bereits existierende „gälischsprachige Zone“ der Programme der BBC Scotland auch nach dem Start erhalten blieben. Am 28. Januar gab der BBC Trust endlich grünes Licht für den gälischsprachigen Fernsehkanal.

### Eröffnung des Fernsehkanals
Der Fernsehkanal begann mit der ersten Sendung auf Satellit um 21.00 Uhr am 19. September 2008 mit einem Musikvideo der Gruppe Runrig und einer Neuauflage ihres bekannten Liedes „Alba“. Darauf folgte eine live „Cèilidh“ von Skye, die von Mary Ann Kennedy präsentiert wurde. Im Anschluss um 21.30 Uhr folgte eine Komödie mit dem Titel Eilbheas (Elvis), in der Hauptrolle Greg Hemphill als Elvis Presley. Um 22.30 Uhr wurde eine Dramadokumentation von Peter Manuel ausgestrahlt mit dem Titel „Deireah an Uilc“ (Das Ende des Bösen), die von STV Productions produziert worden war. Der Eröffnungsabend schloss mit dem zweiten Teil der „Cèilidh“ von Skye.
Der Eröffnungsabend wurde auf BBC Two Scotland zwischen 21.00 Uhr und 22.30 Uhr gleichzeitig ausgestrahlt. Im National Museum of Scotland in Edinburgh wurde eine Feier zum Start des Fernsehkanals abgehalten über die das Nachrichtenprogramm des neuen Senders An Là (Der Tag) berichtete.

### Akzeptanz und Empfang des neuen Fernsehsenders
Eine Studie, die für den neuen Fernsehkanal in Auftrag gegeben wurde, belegte, dass 650000 Menschen in Schottland BBC Alba pro Woche in den ersten beiden Monaten seit seiner Inbetriebnahme gesehen hatten, obwohl es nur von einem Drittel der Einwohner empfangen werden konnte. Nachdem der BBC Trust den Fernsehkanal nochmals überprüft hatte und vom Audience Council Scotland eine ebenfalls Empfehlung kam, wurde am 27. Dezember 2009 vom BBC Trust entschieden, den Fernsehkanal auf „Freeview“ in weiten Teilen Schottlands auszustrahlen. Im Jahr 2010 wurde der Service digitalisiert und über das Kerngebiet der gälischsprachigen Gebiete hinaus gesendet, sodass etwa 250000 Schotten das Programm empfangen konnten. Seit dem 8. Juni 2011 kann das Programm in ganz Schottland empfangen werden. Virgin Media (ausschließlich Schottland) begann mit der Übertragung am 18. Mai 2011 und BBC Alba kann über Virgin Media und Sky (seit 6. November 2012) in Schottland empfangen werden.

## Sendebereich
BBC Alba wird vom Pacific Quay in Glasgow ausgestrahlt. BBC Alba wird für sieben Stunden am Tag im Vereinigten Königreich über Satellit auf Freesat und Sky gesendet. Der Kabelprovider ist Virgin Media und Freeview ist der digital terrestrische Provider für ganz Schottland. Programme können auch live im Internet angesehen werden durch den Service von BBC iPlayer. Einige Sendungen sind sieben Tage abrufbar nach Ausstrahlung.

## Finanzierung
BBC Scotland und MG Alba finanzieren das Programm. MG Alba wird wiederum von der schottischen Regierung und der Regierung des Vereinigten Königreichs finanziert.
Die BBC gab 8 Millionen Pfund für den Fernsehkanal aus, davon wurden 5 Millionen Pfund für das Programm ausgegeben. 2011/12 MG Alba gibt den Großteil seines Budgets (12,4 Millionen 2008/09) für den gälischsprachigen digitalen Service aus.

## Sitz des Senders
BBC Alba besitzt vier Studios in Schottland, nämlich in Stornoway, Glasgow, Inverness und Portree.
Der Hauptsitz mit dem verantwortlichen Management befindet sich auf Lewis in Stornoway, während die Nachrichtensendungen ihren Sitz in Inverness haben. Ein kurzes aufgezeichnetes Programm Dè Tha Dol (Wie geht's) wird in Stornoway produziert und wird täglich um 19.55 Uhr ausgestrahlt. Das BBC Scotland Hauptquartier am Pacific Quay in Glasgow ist für die Übertragung der Programme zuständig. Der erste Minister, Alex Salmond, eröffnete das neue BBC Alba Studio in Portree im August 2008, wo eine Botschaft zum Start des Senders aufgenommen wurde.

## Programminhalte
BBC Alba verknüpft Fernsehen, Radio und Online-Programme. Der Sender versucht, einen positiven Einfluss auf alle Sparten zu haben, zunehmend auch im künstlerischen und technischen Bereich. Der wirtschaftliche Bereich soll ausgeweitet werden und Eltern sollen angeregt werden, sich für die gälischsprachige mediale Erziehung zu interessieren. Man versucht daher, den erwachsenen Gälischsprechern und Gälischlernenden zu gefallen und deren Sprachgebrauch zu festigen. Die Programminhalte sollen positive Einstellungen gegenüber dem Gälischen fördern sowie den Erwerb und Erhalt der Sprache unterstützen. Daher sendet BBC Alba mehr Sportsendungen als andere Kanäle, mit über drei Stunden Fußball, Rugby und Shinty pro Woche. Außerdem wird jeden Tag ein dreißigminütiges Nachrichtenprogramm An Là gesendet. Kindersendungen werden auf Gälisch synchronisiert.

### Sendungen
MG Alba und die BBC haben angekündigt, dass es jeden Tag etwa 90 Minuten neues Fernsehmaterial geben soll. Der Sender zeigt Nachrichten, aktuelle Berichte, Sport, Drama, Dokumentationen, Unterhaltung, Erziehung, Religion und Kinderprogramme. Alle diese Sendungen werden zwischen 17 Uhr und 24 Uhr täglich ausgestrahlt. Es werden täglich zwei Stunden Kinderprogramme gesendet (zwischen 17 Uhr und 19 Uhr). Aktuellen Berichten aus Europa nimmt sich das Programm
Eòrpa an und das Kindermagazin Dè a-nis? (Was jetzt?) wird donnerstagabends sowohl auf BBC Alba als auch BBC Two Scotland ausgestrahlt.
Das Nachrichtenprogramm An Là, wird eine halbe Stunde um 20 Uhr mit Angela Maclean and Iain Maclean ausgestrahlt. Spòrs samstagabendson fasst die sportlichen Ereignisse der Woche zusammen. Ein Programm zum Erlernen des Gälischen „Speaking our Language“ wird abends um 19.30 Uhr gezeigt. Derek Mackay ist Gastgeber einer wöchentlichen Talkshow Cnag na Cùise.

### Untertitelung
Die meisten Programme für Erwachsene auf BBC Alba haben englische Untertitel. Live-Sendungen und Nachrichten werden in der Regel nicht untertitelt. Kinderprogramme werden synchronisiert und sind nicht untertitelt. Englische Dialoge werden nicht auf Gälisch untertitelt.